# Simone Magill
Simone Magill (Magherafelt, 1º novembre 1994) è una calciatrice nordirlandese, attaccante del Birmingham City e della nazionale nordirlandese.

## Carriera

### Club
Magill ha iniziato la sua carriera calcistica nelle giovanili miste del Cookstown Youth prima di passare al Mid-Ulster, dove ha giocato per la prima volta con una squadra tutta femminile Durante le stagioni 2010-2011 e 2011-2012 della Women's Premiership, livello di vertice del campionato nazionale, Magill si mette in luce conquistando il titolo di giocatrice nordirlandese dell'anno, conquistando inoltre il titolo di capocannoniere 2011-2012 con 18 reti siglate.

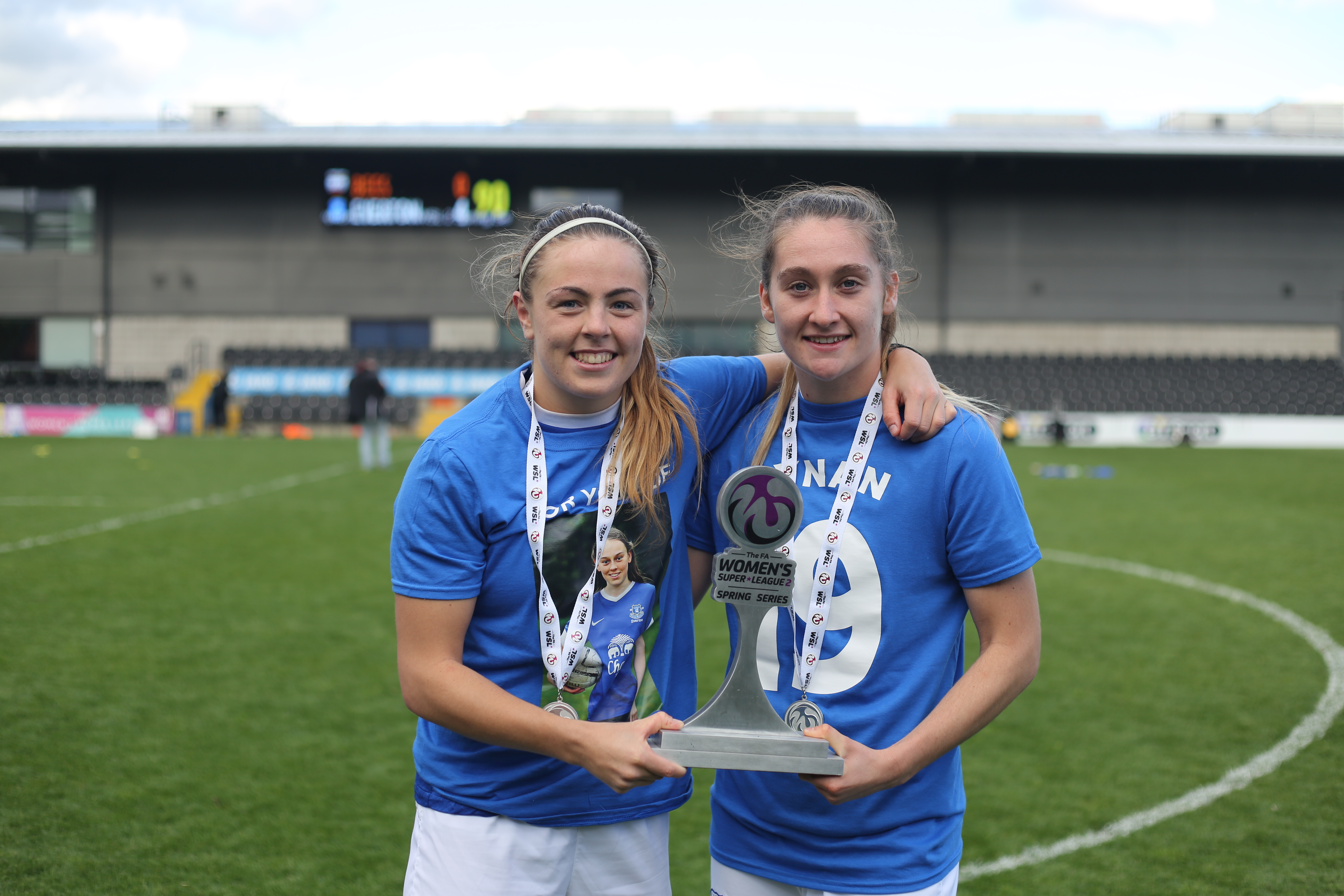
Simone Magill, a sinistra, con Claudia Walker in occasione dell'incontro del 20 maggio 2017 con il.

Nel 2013, all'età di 18 anni, sostiene un positivo provino con l'Everton, società alla quale si trasferisce nel corso di quello stesso anno debuttando in FA Women's Super League 1, l'allora denominazione del massimo campionato inglese di categoria. Condivide con le compagne il campionato 2013 di media classifica, quinto posto e agevole salvezza, mentre il successivo la squadra, priva di due sue importanti calciatrici, Jill Scott e Toni Duggan (entrambe trasferitesi al Manchester City), non riesce a trovare sufficiente competitività e conclude all'ultimo posto in classifica, retrocedendo in FA Women's Super League 2 dopo 21 anni.
Alla sua prima stagione di WSL 2 Magill contribuisce a far raggiungere alla sua squadra il terzo posto in classifica. In quello stesso periodo ottiene, per la stagione 2014-2015, il Fans' Player of the Season. Un grave infortunio subito nel corso del campionato 2016 la tiene lontana dal terreno di gioco per gran parte della stagione, rientrando solo nel corso del campionato successivo (Spring Series), segnando 5 gol in sole 7 presenze.
Nel giugno 2017, Magill ha firmato il suo primo contratto professionistico con l'Everton, seconda giocatrice delle Toffees a sottoscriverlo e prima calciatrice nordirlandese a siglare un contratto full-time. Nel maggio 2019 Magill ottiene il premio Everton's Player of the Season.
Dopo essere stata svincolata dall'Aston Villa, con cui ha trascorso le stagioni 2022-2023 e 2023-2024, il 15 agosto 2024 viene ufficialmente ingaggiata dal Template:Calcio femminile Birmingham, con cui firma un contratto biennale.

### Nazionale
Magill inizia ad essere convocata dalla federazione calcistica dell'Irlanda del Nord (Irish Football Association - IFA), fin da giovanissima, vestendo dal 2010 le maglie sia delle formazioni giovanili Under-17 e Under-19, in entrambe indossando anche la fascia capitano, che quella della nazionale maggiore, debuttando in quest'ultima già all'età di 15 anni.
Con l'Irlanda del Nord disputa le qualificazioni ai campionati europei di Svezia 2013 e Paesi Bassi 2017 e ai mondiali di Germania 2011, Canada 2015 e Francia 2019, senza mai riuscire a qualificarsi per la fase finale.
Sempre con la nazionale maggiore il 3 giugno 2016 Magill ha ottenuto un primato mondiale individuale, segnando la rete più veloce di sempre in una partita di calcio femminile internazionale, siglando la rete che, dopo soli 11 secondi, ha aperto le marcature dell'incontro vinto per 4-0 sulla Georgia e valido per le qualificazioni, nel gruppo 6, all'Europeo dei Paesi Bassi 2017. Il precedente primato, di 12 secondi, apparteneva all'attaccante degli Stati Uniti Alex Morgan.
Viene regolarmente convocata nel corso delle successive qualificazioni all'Europeo di Inghilterra 2022, ottenendo per la prima volta in quest'ultimo, sotto la guida del commissario tecnico Kenny Shiels, l'accesso a una fase finale di un torneo continentale dopo aver terminato al secondo posto il gruppo C nella fase a gironi, seconda migliore realizzatrice della sua nazionale con 3 reti dopo Rachel Furness (4), e aver poi superato l'Ucraina nel doppio confronto ai play-off, siglando anche la rete che fissa sul 2-1 il risultato nell'incontro di andata.

## Statistiche

### Cronologia presenze e reti in nazionale
| Cronologia completa delle presenze e delle reti in nazionale ― Irlanda del Nord | Cronologia completa delle presenze e delle reti in nazionale ― Irlanda del Nord | Cronologia completa delle presenze e delle reti in nazionale ― Irlanda del Nord | Cronologia completa delle presenze e delle reti in nazionale ― Irlanda del Nord | Cronologia completa delle presenze e delle reti in nazionale ― Irlanda del Nord | Cronologia completa delle presenze e delle reti in nazionale ― Irlanda del Nord | Cronologia completa delle presenze e delle reti in nazionale ― Irlanda del Nord | Cronologia completa delle presenze e delle reti in nazionale ― Irlanda del Nord |
| Data                                                                            | Città                                                                           | In casa                                                                         | Risultato                                                                       | Ospiti                                                                          | Competizione                                                                    | Reti                                                                            | Note                                                                            |
| ------------------------------------------------------------------------------- | ------------------------------------------------------------------------------- | ------------------------------------------------------------------------------- | ------------------------------------------------------------------------------- | ------------------------------------------------------------------------------- | ------------------------------------------------------------------------------- | ------------------------------------------------------------------------------- | ------------------------------------------------------------------------------- |
| 6-3-2015                                                                        | Belfast                                                                         | Irlanda del Nord                                                                | 0 – 1                                                                           | Romania                                                                         | Amichevole                                                                      | -                                                                               |                                                                                 |
| 9-3-2015                                                                        | Zagabria                                                                        | Croazia                                                                         | 2 – 1                                                                           | Irlanda del Nord                                                                | Amichevole                                                                      | 1                                                                               |                                                                                 |
| 24-10-2015                                                                      | Tbilisi                                                                         | Georgia                                                                         | 0 – 3                                                                           | Irlanda del Nord                                                                | Qual. Euro 2017                                                                 | -                                                                               | 81’                                                                             |
| 28-2-2016                                                                       | Košice                                                                          | Slovacchia                                                                      | 1 – 0                                                                           | Irlanda del Nord                                                                | Amichevole                                                                      | -                                                                               |                                                                                 |
| 4-3-2016                                                                        | Osijek                                                                          | Croazia                                                                         | 0 – 1                                                                           | Irlanda del Nord                                                                | Amichevole                                                                      | -                                                                               |                                                                                 |
| 12-4-2016                                                                       | Reggio Emilia                                                                   | Italia                                                                          | 3 – 1                                                                           | Irlanda del Nord                                                                | Qual. Euro 2017                                                                 | 1                                                                               |                                                                                 |
| 3-6-2016                                                                        | Belfast                                                                         | Irlanda del Nord                                                                | 4 – 0                                                                           | Georgia                                                                         | Qual. Euro 2017                                                                 | 1                                                                               | 82’                                                                             |
| 19-1-2017                                                                       | Lisbona                                                                         | Portogallo                                                                      | 0 – 1                                                                           | Irlanda del Nord                                                                | Amichevole                                                                      | 1                                                                               |                                                                                 |
| 8-4-2017                                                                        | Cardiff                                                                         | Galles                                                                          | 3 – 1                                                                           | Irlanda del Nord                                                                | Amichevole                                                                      | 1                                                                               |                                                                                 |
| 19-9-2017                                                                       | Belfast                                                                         | Irlanda del Nord                                                                | 0 – 2                                                                           | Irlanda                                                                         | Qual. Mondiali 2019                                                             | -                                                                               |                                                                                 |
| 28-11-2017                                                                      | Bratislava                                                                      | Slovacchia                                                                      | 1 – 3                                                                           | Irlanda del Nord                                                                | Qual. Mondiali 2019                                                             | 1                                                                               |                                                                                 |
| 31-8-2018                                                                       | Dublino                                                                         | Irlanda                                                                         | 4 – 0                                                                           | Irlanda del Nord                                                                | Qual. Mondiali 2019                                                             | -                                                                               |                                                                                 |
| 4-9-2018                                                                        | Belfast                                                                         | Irlanda del Nord                                                                | 0 – 1                                                                           | Slovacchia                                                                      | Qual. Mondiali 2023                                                             | -                                                                               |                                                                                 |
| 30-8-2019                                                                       | Belfast                                                                         | Irlanda del Nord                                                                | 0 – 6                                                                           | Norvegia                                                                        | Qual. Euro 2022                                                                 | -                                                                               |                                                                                 |
| 3-9-2019                                                                        | Newport                                                                         | Galles                                                                          | 2 – 2                                                                           | Irlanda del Nord                                                                | Qual. Euro 2022                                                                 | 1                                                                               |                                                                                 |
| 12-11-2019                                                                      | Belfast                                                                         | Irlanda del Nord                                                                | 0 – 0                                                                           | Galles                                                                          | Qual. Euro 2022                                                                 | -                                                                               |                                                                                 |
| 4-3-2020                                                                        | Belfast                                                                         | Irlanda del Nord                                                                | 0 – 1                                                                           | Islanda                                                                         | Amichevole                                                                      | -                                                                               | 86’                                                                             |
| 7-3-2020                                                                        | Odessa                                                                          | Ucraina                                                                         | 4 – 0                                                                           | Irlanda del Nord                                                                | Amichevole                                                                      | -                                                                               |                                                                                 |
| 10-3-2020                                                                       | Belfast                                                                         | Irlanda del Nord                                                                | 1 – 2                                                                           | Scozia                                                                          | Amichevole                                                                      | -                                                                               | 80’                                                                             |
| 18-9-2020                                                                       | Tórshavn                                                                        | Fær Øer                                                                         | 0 – 6                                                                           | Irlanda del Nord                                                                | Qual. Euro 2022                                                                 | 2                                                                               |                                                                                 |
| 27-10-2020                                                                      | Minsk                                                                           | Bielorussia                                                                     | 0 – 1                                                                           | Irlanda del Nord                                                                | Qual. Euro 2022                                                                 | -                                                                               |                                                                                 |
| 23-2-2021                                                                       | Newcastle                                                                       | Inghilterra                                                                     | 6 – 0                                                                           | Irlanda del Nord                                                                | Amichevole                                                                      | -                                                                               |                                                                                 |
| 9-4-2021                                                                        | Kovalivka                                                                       | Ucraina                                                                         | 1 – 2                                                                           | Irlanda del Nord                                                                | Qual. Euro 2022                                                                 | 1                                                                               |                                                                                 |
| 13-4-2021                                                                       | Belfast                                                                         | Irlanda del Nord                                                                | 2 – 0                                                                           | Ucraina                                                                         | Qual. Euro 2022                                                                 | -                                                                               |                                                                                 |
| 26-10-2021                                                                      | Belfast                                                                         | Irlanda del Nord                                                                | 2 – 2                                                                           | Austria                                                                         | Qual. Mondiali 2023                                                             | 1                                                                               | 78’                                                                             |
| 25-11-2021                                                                      | Skopje                                                                          | Macedonia del Nord                                                              | 0 – 11                                                                          | Irlanda del Nord                                                                | Qual. Mondiali 2023                                                             | 3                                                                               |                                                                                 |
| 29-11-2021                                                                      | Belfast                                                                         | Irlanda del Nord                                                                | 9 – 0                                                                           | Macedonia del Nord                                                              | Qual. Mondiali 2023                                                             | 1                                                                               |                                                                                 |
| 17-2-2022                                                                       | Belfast                                                                         | Irlanda del Nord                                                                | 3 – 1                                                                           | Fær Øer                                                                         | Amichevole                                                                      | 1                                                                               | 59’                                                                             |
| 20-2-2022                                                                       | Belfast                                                                         | Irlanda del Nord                                                                | 2 – 2                                                                           | Svizzera                                                                        | Amichevole                                                                      | 2                                                                               | 87’                                                                             |
| 23-2-2022                                                                       | Belfast                                                                         | Irlanda del Nord                                                                | 0 – 1                                                                           | Romania                                                                         | Qual. Mondiali 2023                                                             | -                                                                               | 81’                                                                             |
| 8-4-2022                                                                        | Wiener Neustadt                                                                 | Austria                                                                         | 3 – 1                                                                           | Irlanda del Nord                                                                | Qual. Mondiali 2023                                                             | -                                                                               | 90’                                                                             |
| 12-4-2022                                                                       | Belfast                                                                         | Irlanda del Nord                                                                | 0 – 5                                                                           | Inghilterra                                                                     | Qual. Mondiali 2023                                                             | -                                                                               |                                                                                 |
| 23-6-2022                                                                       | Lier                                                                            | Belgio                                                                          | 4 – 1                                                                           | Irlanda del Nord                                                                | Amichevole                                                                      | -                                                                               |                                                                                 |
| 14-7-2023                                                                       | Glasgow                                                                         | Scozia                                                                          | 3 – 0                                                                           | Irlanda del Nord                                                                | Amichevole                                                                      | -                                                                               | 68’                                                                             |
| 18-7-2023                                                                       | Praga                                                                           | Rep. Ceca                                                                       | 0 – 2                                                                           | Irlanda del Nord                                                                | Amichevole                                                                      | 1                                                                               | 46’                                                                             |
| 23-9-2023                                                                       | Dublino                                                                         | Irlanda                                                                         | 3 – 0                                                                           | Irlanda del Nord                                                                | UEFA Women's Nations League 2023-2024 - 1º turno                                | -                                                                               |                                                                                 |
| 26-9-2023                                                                       | Belfast                                                                         | Irlanda del Nord                                                                | 1 – 0                                                                           | Albania                                                                         | UEFA Women's Nations League 2023-2024 - 1º turno                                | -                                                                               |                                                                                 |
| 27-10-2023                                                                      | Győr                                                                            | Ungheria                                                                        | 3 – 2                                                                           | Irlanda del Nord                                                                | UEFA Women's Nations League 2023-2024 - 1º turno                                | 1                                                                               | 62’                                                                             |
| 31-10-2023                                                                      | Belfast                                                                         | Irlanda del Nord                                                                | 1 – 1                                                                           | Ungheria                                                                        | UEFA Women's Nations League 2023-2024 - 1º turno                                | -                                                                               |                                                                                 |
| 1-12-2023                                                                       | Tirana                                                                          | Albania                                                                         | 0 – 4                                                                           | Irlanda del Nord                                                                | UEFA Women's Nations League 2023-2024 - 1º turno                                | 2                                                                               | 65’                                                                             |
| 5-12-2023                                                                       | Belfast                                                                         | Irlanda del Nord                                                                | 1 – 6                                                                           | Irlanda                                                                         | UEFA Women's Nations League 2023-2024 - 1º turno                                | -                                                                               | 46’                                                                             |
| 23-2-2024                                                                       | Podgorica                                                                       | Montenegro                                                                      | 0 – 2                                                                           | Irlanda del Nord                                                                | UEFA Women's Nations League 2023-2024 - 1º turno                                | 1                                                                               |                                                                                 |
| 27-2-2024                                                                       | Belfast                                                                         | Irlanda del Nord                                                                | 1 – 1                                                                           | Montenegro                                                                      | UEFA Women's Nations League 2023-2024 - 1º turno                                | 1                                                                               |                                                                                 |
| Totale                                                                          |                                                                                 | Presenze                                                                        | 44                                                                              |                                                                                 | Reti                                                                            | 24                                                                              |                                                                                 |

## Palmarès

### Club
- Campionato inglese di seconda divisione: 1

Everton: 2017

### Individuale
- Calciatrice nordirlandese dell'anno: 2

2010, 2012
- Everton Ladies Player of the Season: 2

2014-2015, 2018-2019
- Rete più rapida siglata in un incontro internazionale (primato mondiale): 3 giugno 2016[9]